# Mateja Jemec Tomazin
Mateja Jemec Tomazin slovenska jezikoslovka * 13. januar 1978, Ljubljana
Mateja Jemec Tomazin je slovenska jezikoslovka, ki deluje na področjih terminologije in frazeologije. Zaposlena je na Terminološki sekciji Inštituta za slovenski jezik Frana Ramovša ZRC SAZU. Posveča se predvsem terminološkim vprašanjem, glagolskim terminom in njihovi vključitvi v slovarje ter terminološke zbirke. Prav tako raziskuje prekrivanje terminologije in frazeologije v znanstvenih in strokovnih besedilih.

## Življenje
Mateja Jemec Tomazin se je rodila 13. januarja 1978 v Ljubljani.
Na Filozofski fakulteti v Ljubljani je študirala slovenistiko in nemcistiko. Leta 2002 je diplomirala z zaključnima seminarskima nalogama z naslovoma Izražanje negativnih čustev v Slovarju slovenskega knjižnega jezika in Ad-hoc-Komposita und ihre kohäsive Funktion im Text. Istega leta je opravila tudi strokovni izpit za dokumentalistko in se kot lektorica zaposlila na Univerzi Ludwiga-Maximilliana v Münchnu.
Leta 2004 se je vrnila v Slovenijo in nadaljevala s podiplomskim študijem na Filozofski fakulteti v Ljubljani.
Leta 2006 se je zaposlila kot asistentka za slovenski knjižni jezik na Fakulteti za humanistične študije Univerze na Primorskem. Tam je sodelovala pri predmetih Slovenski knjižni jezik I in II, Skladnja in leksikologija, Oblikoslovje in glasoslovje ter Jezik znanstvenih besedil.
Leta 2009 je zagovarjala svojo doktorsko disertacijo z naslovom Prispevek prevodov temeljnih pogodb Evropske unije k slovenskemu pravnemu izrazju.
Leta 2010 je bila izvoljena za docentko za slovenski jezik na Fakulteti za humanistične študije Univerze na Primorskem. V tem letu se je zaposlila na Inštitutu za slovenski jezik Frana Ramovša ZRC SAZU, kjer dela še danes.
Leta 2016 je prejela naziv docentke za jezikoslovje na Podiplomski šoli ZRC SAZU.

## Delo
Monografije
- Slovenska pravna terminologija: od začetkov v 19. stoletju do danes, 2013 (Založba ZRC). 258 str.
- Topole nekdaj in danes: ob 60-letnici Prostovoljnega gasilskega društva Topole, 2008 (Prostovoljno gasilsko društvo).193 str.

Samostojni znanstveni sestavki ali poglavje v monografski publikaciji
- Frazemi v znanstvenih besedilih - območje dopustnega. Frazeološka simfonija: sodobni pogledi na frazeologijo. Ur. Nataša Jakop idr. Ljubljana: Založba ZRC. 2013. 81-90.

- Miroslav Vilhar in njegov prispevek k razvoju terminologije v slovenskem jeziku. Miroslav Vilhar in njegov čas: ob 150. obletnici Pivškega tabora na Kalcu. Ur. Dragica Jakestič idr. Pivka: Občina. 33–48.
- Normativnost terminoloških slovarjev. Slovnica in slovar – aktualni jezikovni opis. Ur. Mojca Smolej. Ljubljana: Znanstvena založba Filozofske fakultete. 2015. 309–315.
- Posebnosti pravne terminologije in Toporišičevi jezikovnokulturni pomisleki. Toporišičeva obdobja. Ur. Erika Kržišnik in Miran Hladnik. Ljubljana: Znanstvena založba Filozofske fakultete. 2016. 81–90.
- Prav(n)a terminologija. Meddisciplinarnost v slovenistiki. Ur. Simona Kranjc. Ljubljana: Znanstvena založba Filozofske fakultete. 2011. 219–225.
- Raba terminologije v slovenski znanstveni periodiki v začetku 21. stoletja. Slov´jans´ke terminoznavstvo : kincja XX - počatku XXI stolit´ : kolektyvna monografija členiv Terminologičnoi komisii pry Mižnarodnomu komiteti slavistiv. Ur. Viktorija Ivaščenko. Kyiv: Žnec´. 2018. 266–286.

- Razvoj slovenske pravne terminologije: slovarski opis. Med jasnostjo in nedoločenostjo: pravna terminologija v zgodovini, teoriji in praksi. Ur. Mateja Jemec Tomazin idr. Ljubljana: Lexpera, GV založba: Pravna fakulteta. 2019. 111–130.
- Slovensko pravno izrazje od Habsburške monarhije do Evropske unije ali Ius est ars. Razvoj slovenskega strokovnega jezika. Ur. Irena Orel. Ljubljana: Filozofska fakulteta, Oddelek za slovenistiko, Center za slovenščino kot drugi/tuji jezik. 2007. 385–399.
- Stilna zaznamovanost v terminoloških slovarjih. Družbena funkcijskost jezika: (vidiki, merila, opredelitve). Ur. Andreja Žele. Ljubljana: Znanstvena založba Filozofske fakultete. 2013. 309–315.
- Termniologija v slovenskem pravopisu. Pravopisna stikanja: razprave o pravopisnih vprašanjih. Ur. Nataša Jakop idr. Ljubljana: Založba ZRC. 219–225.
- Terminilogizacija frazemov s prostorskim in časovnim prislovom v zgradbi. Prostor in čas v frazeologiji. Ur. Erika Kržišnk, Mateja Jemec Tomazin in Nataša Jakop. Ljubljana: Znanstvena založba Filozofske fakultete. 2016. 157–169.
- Tipologija slovenske pravne terminologije. Terminologija in sodobna terminografija. Ur. Mojca Žagar Karer in Marjeta Humar. Ljubljana: Založba ZRC, ZRC SAZU. 2009. 267–280.
- Vloga frazemov v slovenskih pravnih besedilih.Slavenska frazeologija i pragmatika = Slavjanskaja frazeologija i pragmatika. Ur. Željka Fink-Arsovski in Anita Hrnjak. Zagreb: Knjigra. 2007. 128–133.

Razprave, članki in objavljeni znanstveni prispevki na konferencah
- Človeku dobro dene, če se izrobanti: izražanje jeze v Slovarju slovenskega knjižnega jezika, Pleteršnikove Slovensko-nemškem slovarju in Slovenskem etimološkem slovarju. Jezik in slovstvo 44/6 (1998/99). 229–236.
- Frazeologija v znanstvenih besedilih. Phraseologie und Kultur = Phraseology and culture. Maribor: Mednarodna založba Oddelka za slovanske jezike in književnosti, Filozofska fakulteta. 2014. 413–426.

- Govor vasi Topole. Jezikoslovni zapiski 16/1 (2010). 53–66.
- Kdaj je dobro postati trmast kot vol?: živalski frazemi v pravnih strokovnih besedilih. Životinje u frazeološkom ruhu : zbornik radova s međunarodnoga znanstvenog skupa Animalistički frazemi u slavenskim jezicima održanog 21. i 22. III. 2014. na Filozofskom fakultetu Sveučilišta u Zagrebu. Ur. Ivana Vidović. Zagreb: Filozofski fakultet Sveučilišta. 2014. 1–14.
- Ko nekdo vztrajno inzistira: ali slovenščina zadostuje potrebam univerze in znanosti?. Primorske novice 63/ 302 (2009). 19.
- Koliko večkulturnosti prenesejo slovenska pravna besedila?. Večkulturnost v slovenskem jeziku, literaturi in kulturi: zbornik predavanj. Ur. Marko Stabej. Ljubljana: Center za slovenščino kot drugi/tuji jezik pri Oddelku za slovenistiko Filozofske fakultete. 2005. 198–201.
- Nastanek pravnega terminološkega slovarja. Pravna praksa: PP 37/23 (2018). 33.
- O pameti in neumnosti v slovenskem (pravnem) jeziku. Phraseologie und (naive) Psychologie = Phraseology and (naïve) psychology = Frazeologija i (naivnaja) psihologija. Ur. Agnieszka Kopczyk in Heinrich Pfandl. Hamburg: Dr. Kovač. 2018. 93–102.
- Razvoj slovenske pravne terminologije: (ob Pravnem terminološkem slovarju). Pravna praksa: PP 37/23 (2018). 33.
- Slovenska pravna terminologija in njen prikaz v Pravnem terminološkem slovarju. Jezikoslovni zapiski 25/1 (2019). 53–66.
- Stereotipi v slovenskem pravnem izrazju. Stereotipi v slovenskem jeziku, literaturi in kulturi: zbornik predavanj. Ur. Irena Novak-Popov. Ljubljana: Center za slovenščino kot drugi/tuji jezik pri Oddelku za slovenistiko Filozofske fakultete. 2007. 36–44.
- Strokovna slovenščina za nesloveniste. Infrastruktura slovenščine in slovenistike. Ur. Marko Stabej. Ljubljana: Znanstvena založba Filozofske fakultete. 2009. 177–183.
- Vključevanje frazeologije v terminološke priročnike. Frazeologija, učenje i poučevanje: zbornik radova s Međunarodne znanstvene konferencije Slavofraz održane od 19.-21. travnja 2018. godine u Rijeci. Ur. Željka Macan. Rijeka: Filozofski fakultet. 2019. 123–134.
- Vloga terminologije pri uveljavljanju znanstvenega področja. Vloge središča: konvergenca regij in kultur. Ur.  Irena Novak-Popov. Ljubljana: Zveza društev Slavistično društvo Slovenije. 2010. 103–119.